# Cycloheptin
Cycloheptin ist eine organische Verbindung aus der Gruppe der Cycloalkine.

## Herstellung und Reaktionen
Cycloheptin kann ausgehend von N,N’-Diisopropylcycloheptan-1,2-diimin hergestellt werden. Durch Umsetzung mit Ammoniak und Hydroxylamin-O-sulfonsäure in Methanol und anschließender Umsetzung mit Silber(I)-oxid wird dieses in eine Spiroverbindung mit zwei Diazirin-Ringen umgewandelt. Erhitzung oder Bestrahlung dieser Verbindung führt zur Abspaltung von zwei Molekülen Stickstoff unter Bildung von Cycloheptin. Eine alternative Synthesemethode geht von Cycloheptanon aus. Dieses wird zunächst mit Lithiumdiisopropylamid und para-Tolyl-para-toluolthiosulfonat umgesetzt, um eine Sulfid-Einheit einzuführen. Anschließend wird mit Kaliumhexamethyldisilazid und Bis(trifluormethansulfonyl)anilin ein Enoltriflat gebildet und die Sulfid-Gruppe mit meta-Chlorperbenzoesäure zum Sulfoxid oxidiert. Durch Reaktion mit einer Grignard-Verbindung wie Phenylmagnesiumbromid, Methylmagnesiumbromid, Ethylmagnesiumbromid oder Isopropylmagnesiumchlorid kommt es zur Substitution der Sulfoxid-Einheit gegen ein Metallatom. β-Eliminierung der Triflatgruppe ergibt Cycloheptin. Dieses kann mit Benzylazid abgefangen werden und eine Cycloaddition eingehen. Freies Cycloheptin ist bei normalen Bedingungen nicht stabil. Es kann jedoch als Metallkomplex stabilisiert werden. Ein Platinkomplex kann durch Eliminierung von Bromwasserstoff aus 1-Bromcyclohepten mit Kalium-tert-butanolat in Gegenwart von Tris(triphenylphosphin)platin(0) erhalten werden.